# Мігель Бернардо
Міге́ль А́нхель Берна́рдо Дуа́то (ісп. Miguel Ángel Bernardeau Duato, нар. 12 грудня 1996, Валенсія, Іспанія) — іспанський актор. Найбільш відомий своєю роллю Гузмана в телесеріалі «Еліта» від Netflix.

## Біографія
Мігель Анхель Бернардо Дуато народився 12 грудня 1996 року у Валенсії, Іспанія. Він син телепродюсера Мігеля Анхеля Бернардо Маестро та актриси Ани Дуато. У Мігеля є молодша сестра, на ім'я Марія Бернардо Дуато. Він вивчав драматичне мистецтво в Сполучених Штатах у коледжі Санта-Моніки та акторську майстерність в Американській академії драматичного мистецтва в Лос-Анджелесі, штат Каліфорнія.

## Особисте життя
У 2018 році Мігель Бернардо почав стосунки з іспанською співачкою Айтаною, які вони підтвердили в серпні 2019 року через свої акаунти в Instagram. Вони вперше позували разом у лютому 2020 року на Міланському тижні моди, де відвідали показ як гості. Вони жили разом з вересня 2021 року по грудень 2022 року, після чого їхні стосунки закінчилися і Бернардо переїхав.

## Фільмографія

### Телебачення
| Рік       | Українська назва       | Оригінальна назва       | Роль                         | Примітки                 |
| --------- | ---------------------- | ----------------------- | ---------------------------- | ------------------------ |
| 2016      | Розкажи, як це сталося | Cuéntame cómo pasó      | Альпуенте                    | 1 епізод                 |
| 2017      | Інгібітори             | Inhibidos               | Антоніо "Тоні" Торрес Сапата | 7 епізодів               |
| 2018      | Гончаки                | Sabuesos                | Ісаак                        | 8 епізодів               |
| 2018–2021 | Еліта                  | Élite                   | Гузман Нуньєр Осуна          | Головна роль, 32 епізоди |
| 2020      | Харон                  | Caronte                 | Хав'єр Саес Фрагуа           | 1 епізод                 |
| 2021      | Еліта: короткі історії | Élite: historias breves | Гузман Нуньєр Осуна          | 6 епізодів               |
| 2021      | Дафна та решта         | Todo lo otro            | Інакі                        | 8 епізодів               |
| 2022      | 1899                   | 1899                    | Анхель                       | Головна роль             |
| 2022      | Наш єдиний шанс        | La última               | Дієго                        | Головна роль, 5 епізодів |
| TBA       | Чорний пляж            | Playa Negra             | Г'юго                        | 8 епізодів               |
| TBA       | Зорро                  | Zorro                   | Дієго де ла Вега / Зорро     | Головна роль             |

### Фільми
| Рік  | Українська назва    | Оригінальна назва | Роль                  |
| ---- | ------------------- | ----------------- | --------------------- |
| 2017 | Це для вашого блага | Es por tu bien    | Даніель "Дані" Кастро |
| 2018 | Хвиля злочинності   | Crime Wave        | Джулен                |
| 2021 | Жозефіна            | Josephine         | Серхіо Лопес Мірадор  |